# Jakob Saame
Jakob Saame, auch Jacob Saame, (* 16. September 1866 in Eschwege; † 21. August 1938 in Bad Cannstatt) war ein deutscher Architekt.

## Leben
Jakob Saame war vor allem in Heilbronn tätig, wo er seit 1887 lebte. Als Architekt war er erstmals im Adressbuch von 1895 verzeichnet. Offenbar arbeitete er einige Zeit bei Ernst Walter und Karl Luckscheiter, so etwa noch 1902, als er ein Haus für den Chirurgen Gustav Mandry entwarf. Später hatte er im Haus Friedensstraße (mittlerweile: Gymnasiumstraße) 36 sein Büro. Sein Sohn Otto wurde ebenfalls Architekt. Er übernahm nach dem Tod des Vaters das Büro an der Friedensstraße, das allerdings im Zweiten Weltkrieg komplett zerstört wurde. Jakob Saames Enkelsohn hieß ebenfalls Otto. Er legte 1948 am Heilbronner Karlsgymnasium das Abitur ab und wurde später Professor an der Johannes Gutenberg-Universität Mainz. Er leitete das Institut für Studium generale.

## Bauten
Etliche Bauten Jakob Saames sind erhalten geblieben; einige stehen heute unter Denkmalschutz.
- 1902 entwarf Saame im Büro Walter & Luckscheiter das Wohnhaus Gartenstraße 48 in Heilbronn für den Arzt Gustav Mandry.
- Aus dem Jahr 1903 stammt das denkmalgeschützte Haus Friedhofstraße 45 in Heilbronn. Den Bau im barockisierenden Jugendstil, der samt seiner kunsthandwerklichen Inneneinrichtung erhalten geblieben ist, entwarf Saame für den Kunst- und Handelsgärtner Robert Sauber.[2]
- Ebenfalls 1903 wurde das Doppelhaus Ludwig-Pfau-Straße 25/27 in Heilbronn errichtet. Bauherren waren Ernst und Hermann Able. Farbiges Sichtmauerwerk samt reliefartiger Fassadendekoration im Stil der deutschen Renaissance sowie leicht hervortretende Seitenrisalite mit geschweiften Giebeln schmücken dieses denkmalgeschützte Haus, dessen zugehöriges Stall- und Scheunengebäude nicht erhalten geblieben ist.[3]
- Aus dem Jahr 1905 stammen die Pläne für ein Wohnhaus für den Direktor Julius Rauth, Pfühlstraße 28 in Heilbronn.
- Zusammen mit Christian Dietz entwarf Saame die Wohnhäuser Werderstraße 152, 154 und 155 in Heilbronn, die 1905 und 1906 gebaut wurden. Als Zeugnisse der Loslösung vom Historismus wurden die Bauten, die der Klavierbauer Wilhelm Schöneck in Auftrag gab, unter Denkmalschutz gestellt.[4]
- Das Wohnhaus für den Werkmeister Gustav Rohrbach, Oststraße 114 in Heilbronn, entwarf Saame 1906.
- 1907 entwarf Saame einen Neubau zur Erweiterung der Papierwarenfabrik Carl Berberich an der Ecke Nordbergstraße / Sichererstraße.

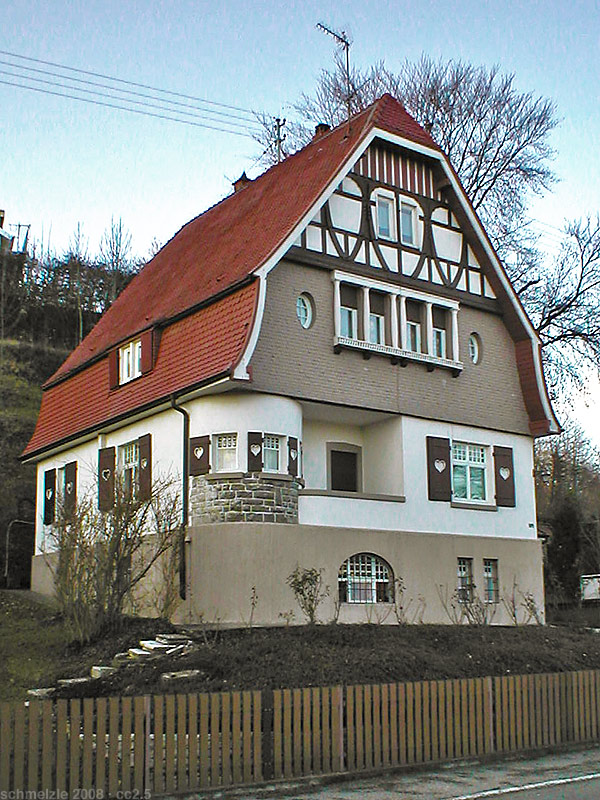
Villa Binder

- 1908 wurde die Villa für Gustav Binder, Böckinger Straße 104 in Neckargartach, gebaut. Das Zeugnis des Heimatstils steht unter Denkmalschutz.[5]
- Aus demselben Jahr stammt das Wohnhaus Oststraße 2 in Heilbronn, das Saame für Otto Pfitzer entwarf. Als Zeugnis des Übergangs der Stilbewegung um die Jahrhundertwende zu der von Neobarock und Neoklassizismus geprägten Architektur des späten Kaiserreichs wurde das Haus unter Denkmalschutz gestellt.[6]
- Ebenfalls im Jahr 1908 entwarf Saame für den Rentier Heinrich Kleinbach auf dem Eckgrundstück Gutenbergstraße 63 / Dittmarstraße in Heilbronn die Villa Kleinbach, ein weiteres Beispiel eines Wohngebäudes im Heimatstil.[7]
- 1909 ließ Otto Pfitzer das Haus Kirchbrunnenstraße 9 in Heilbronn abreißen und den Neubau von Saame planen.
- Geplant, aber nicht ausgeführt wurde ein Jugendstilhaus für Eugen Theobald in der Straße Im Breitenloch in Heilbronn. Die Pläne stammen von 1909.
- Die Villa Neumayer, Cäcilienstraße 58 in Heilbronn, entwarf Saame für den Dentisten W. Neumayer. Der zweigeschossige Putzbau wurde 1909 errichtet. Als Beispiel für den barockisierenden Jugendstil wurde das Eckgebäude, dessen originale Grundstückseinfriedung zur Wilhelmstraße hin erhalten geblieben ist, unter Denkmalschutz gestellt.[8]
- Kaufmann Otto Pfitzer ließ sich 1910 das Wohnhaus Schillerstraße 55 in Heilbronn von Saame entwerfen.
- Nicht ausgeführt wurden die Pläne für ein repräsentatives Wohnhaus auf dem Grundstück Nordstraße 11 in Heilbronn. Bauherr wäre der Küfermeister Robert Vogt gewesen. Das Stadtarchiv Heilbronn bewahrt die Pläne.
- Die 1910 entstandenen Pläne zum Wohnhaus des Bauunternehmers Karl Wolz, Siebennussbaumstraße 89 (später Pfühlstraße 55) in Heilbronn, bewahrt das Stadtarchiv Heilbronn auf. Saame schmückte die Pläne mit Zeichnungen von teils nackten Frauen.
- 1911 plante Saame ein Wohnhaus für die Witwe Friederike Berret, Pfühlstraße 19 in Heilbronn. Es ist unklar, ob das Haus nach den Plänen, die im Heilbronner Stadtarchiv verwahrt werden, errichtet wurde. Nach dem Zweiten Weltkrieg wurde es jedenfalls deutlich verändert wiederaufgebaut.
- Für das Heilbronner Unternehmen Johann Gottfried Goppelt entwarf Saame 1912 die Fabrikgebäude Austraße 25–29, die 1915 gebaut wurden.

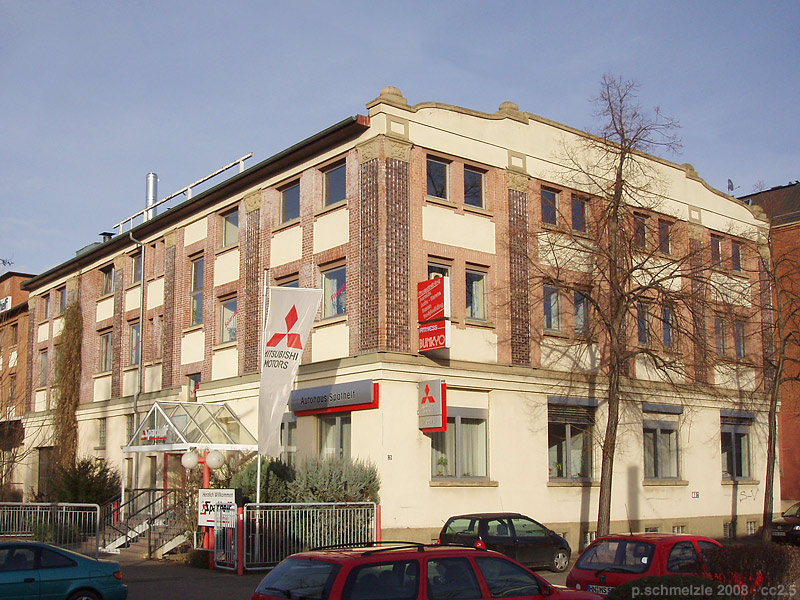
Ehemaliges Haus des Spar- und Konsumvereins

- 1913 wurde das Haus des Spar- und Konsumvereins, Happelstraße 29 in Heilbronn, errichtet, in dem Einrichtungen zur genossenschaftlichen Selbstversorgung untergebracht waren. Unter anderem beherbergte das mittlerweile gewerblich genutzte Bauwerk eine Bäckerei, eine Getränkefabrikation und eine Weinkellerei. Der vordere Gebäudeteil, dessen Fassaden aufwändig mit Pilastern aus farbig glasierten Ziegeln, einer barockisierenden Giebelbekrönung und kontrastierend eingesetzten Putzflächen neben unverputzten Elementen geschmückt sind, steht ebenso wie der hintere Bau, der als Lager diente und mit moderner geometrisierender Dekoration versehen ist, unter Denkmalschutz.[9]
- Für den Rentner Wilhelm Auweter plante Saame im Jahr 1914 die Villa Pfühlstraße 29 in Heilbronn.
- Pläne für Siedlungshäuser an der Eyth- und der Gellertstraße in Heilbronn erstellte Saame im Jahr 1921. Vermutlich war das Baugesuch, das auf diesen Plänen basierte, das erste für die Siedlung. Ausgeführt wurde dann aber offenbar ein anderer Bebauungsplan.
- 1926 wurden das Wohnhaus mit Garage Kernerstraße 32 nach Plänen Saames errichtet.
- Das Gemeindehaus an der Biberacher Straße in Neckargartach wurde 1927 nach Plänen von Saame erbaut.
- 1928 plante Saame für den Obersekretär oder Rechnungsrat August Koch ein Wohnhaus auf dem heutigen Grundstück heutigen Dühringstraße 12 (damals Gröberstraße).
- Für das Haus Rollwagstraße 14, früher Innere Rosenbergstraße 14, entwarf Saame 1929 eine Sandsteinmauer im historisierenden Stil.
- Das Baugesuch zu einer Villa für den Fabrikanten Ernst Reichert, Pfühlstraße 27 in Heilbronn, wurde 1931 eingereicht.